# Jack Douglass
John Patrick (Jack) Douglass (Columbia, 30 juni 1988), ook bekend onder zijn YouTube-naam Jacksfilms, is een Amerikaanse YouTube-komiek. Hij is bekend van zijn parodieën op infomercials, zijn sketches en zijn serie "Your Grammar Sucks". Zijn YouTube-kanaal heeft meer dan 4 miljoen abonnees.
Buiten Jacksfilms heeft Douglass een tweede kanaal, Jackisanerd, waarop hij vlogt en vragen beantwoordt. Verder speelt hij Intern 2 in de serie MyMusic van the Fine Bros.

## Personages
Douglass gebruikt verschillende aliassen in zijn video's:
Chad "Broseph" Huntington
Een frat boy die een hekel heeft aan dikke mensen en erg vaak dronken is. Draagt steevast een petje achterstevoren. Komt voor in onder andere Bro90X, en parodieën op reviewvideo's (waarin er een "buzzword" is, en elke keer hij het zegt, moet hij een fles van een alcoholische drank leegdrinken) en elke Your Grammar Sucks eindigend op een 1 (met hetzelfde principe, maar dan elke keer wanneer hij in de lach schiet). Hij heeft een ex-vriendin, Summer, waar hij soms naar terugmijmert, en die hij soms opbelt wanneer hij dronken is.
Dennis
Chads vijand; vertelt altijd de waarheid en bekritiseert Chads ideeën. Zijn gepraat wordt steevast afgekapt door Chad die "SHUT UP DENNIS" roept.
Auto-Tune Jesus
Een parodie op Jezus, die nietszeggende klanken zingt die later met auto-tune in melodieën worden omgezet.
gamergod88
Een parodie op "Let's Play"-videomakers; zijn gedrag is overgenomen van een stereotiepe YouTube-gamer. Hij hakkelt een beetje en draagt meestal een hoofdtelefoon rond zijn nek. De video's waarin hij voorkomt worden door Douglass "Not-Gaming Videos" genoemd; de beelden zijn meestal nep en elke video bevat een andere grap, bijvoorbeeld dat de controller vaker in beeld is dan de game zelf.